# Шиффер, Чарльз
Чарльз Миллер Шиффер-младший (англ. Charles Miller Sheaffer, Jr.; 6 декабря 1904, Сент-Дэвидс, Пенсильвания — 28 августа 1989, Брин-Мар, Пенсильвания) — американский хоккеист на траве, нападающий. Бронзовый призёр летних Олимпийских игр 1932 года, участник летних Олимпийских игр 1936 года.

## Биография
Чарльз Шиффер родился 6 декабря 1904 года в американском поселении Сент-Дэвидс.
Учился в Пенсильванском университете, после его окончания работал страховщиком.
Играл в хоккей на траве за крикетный клуб «Мэрион» из Хаверфорда.
В 1932 году вошёл в состав сборной США по хоккею на траве на летних Олимпийских играх в Лос-Анджелесе и завоевал бронзовую медаль. Играл на позиции нападающего, провёл 2 матча, забил 1 мяч в ворота сборной Японии.
В 1936 году вошёл в состав сборной США по хоккею на траве на летних Олимпийских играх в Берлине, поделившей 10-11-е места. Играл на позиции нападающего, провёл 3 матч, забил 1 мяч в ворота сборной Венгрии.
Умер 28 августа 1989 года в американском городе Брин-Мар.